# Elena Ivannikova
Elena Ivannikova er født 1965 eller 1966 i Sovjet.

Hun er kendt i Danmark på grund af en række forfalskninger af danske malerier. Hun kom i 1994 i Århus' politis  søgelys. Hun er formentlig uddannet som malerikonservator fra kunstakademiet i Skt. Petersborg i Rusland. 
Hun opholdt sig i Holland i 2007 og var en overgang bosat i København, hvor hun havde lejet et værksted. Hun havde en finsk opholdstilladelse og finner hjalp med at sælge billeder.

## Udstilling
En udstilling med hendes malerier endte i en juridisk konflikt: Bornholms Kunstmuseum udstillede i 2007 Ægte forfalskninger, ægte malerier og forfalskninger, der var solgt som ægte i danske auktionshuse. En advokat truede med fogedforbud mod udstillingen, hvorefter Elena Ivannikovas navn blev fjernet fra udstilling og katalog.

## Forfalskningerne
Kunstnere hvis billeder Elena forfalskede
- Olaf Rude
- Oluf Høst
- Paul Fischer
- Peder Mønsted
- Carl Holsøe

## Eksterne links
1. ↑  Kunstsvindel næppe blotlagt Arkiveret 29. november 2014 hos  Wayback Machine - bornholm.nu 11. februar 2007

- Kunstner vil ikke kendes ved udstilling - DR 31. august 2007
- Fupkunstner fjernet fra udstilling Arkiveret 29. november 2014 hos  Wayback Machine - TV 2 Nyhederne 1. august 2007
- Fupkunstner fjernet fra fupudstilling Arkiveret 29. november 2014 hos  Wayback Machine - Fyens Stiftstidende 3. august 2007